# Wojutycze
Wojutycze – wieś na Ukrainie w rejonie samborskim należącym do obwodu lwowskiego.
Pierwsza wzmianka o miejscowości w dokumentach pochodzi z 1427 r. Z kolei pierwsza wzmianka o tutejszej parafii rzymskokatolickiej pochodzi z 70. lat XV w.
Wieś położona w powiecie przemyskim, była własnością Daniela Zielonki i Jerzego Wandalina Mniszcha, została spustoszona w czasie najazdu tatarskiego w 1672 roku.
W II Rzeczypospolitej wieś w powiecie samborskim w woj. lwowskim.
W latach 1944–1945 nacjonaliści ukraińscy z OUN-UPA zamordowali tutaj 8 Polaków

## Kościół
W miejscowości znajduje się rzymsko-katolicka parafia św. Katarzyny.
Pierwszy, drewniany kościół w Wojutyczach, powstał z chwilą erygowania parafii w XV wieku. Drugi, także drewniany, wzniesiony z fundacji Jana Drohojowskiego, został poświęcony w 1626 roku. Trzeci, murowany, wzniesiony w latach 1714–1719, został konsekrowany w 1743 roku. Jego fundatorem był Franciszek Stadnicki, wojewoda wołyński, a budowę wspierał Józef Wandalin Mniszech, marszałek wieki koronny. Rodzina Tchórznickich dobudowała do prezbiterium kaplicę grobową w 1886 roku.
W 1947 roku kościół został zamknięty przez władze radzieckie, a w 1989 roku oddany ponownie katolikom. Obsługiwali go księżą saletyni z parafii pw. św. Mikołaja i MB Saletyńskiej w Łanowicach, a od 2016 roku księża diecezjalni.